# Alisha
Alisha Ann Itkin, född 1968, är en amerikansk dance pop-sångerska som hade några hits under 1980-talet och 1990-talet. Hon släppte sitt självbetitlade debutalbum 1985 på Vanguard Records. Albumet innehöll låtarna "All Night Passion" (#4 Hot Dance US), "Baby Talk" (#1 Hot Dance US), och "Too Turned On" (#6 Hot Dance US). Albumet såldes i över 2 miljoner exemplar. Hennes andra album Nightwalkin'  släpptes 1987 på RCA Records. Albumet innehöll låtarna "Do You Dream About Me?" från filmen Mannequin (sv: Skyltdockan) och "Into My Secret" (#9 Hot Dance US). Hennes tredje album Bounce Back släpptes på MCA Records 1990. Låten "Bounce Back" var hennes sista hit (#10 Hot Dance US).

## Diskografi
Album
- Alisha (1985)
- Nightwalkin'  (1987)
- Bounce Back (1990, USA #16)6

Singlar
- "All Night Passion" (1984, #103 Hot 100, #4 Hot Dance)
- "Too Turned On" (1985, #6 Hot Dance)
- "Baby Talk" (1985, #68 Hot 100, #1 Hot Dance)
- "Stargazing" (1986, #16 Hot Dance)
- "Into My Secret" (1987, #97 Hot 100, #9 Hot Dance)
- "Let Your Heart Make Up Your Mind" (1988, #23 Hot Dance)
- "I Don't Know What Comes Over Me" (1988)
- "Bounce Back" (1990, #54 Hot 100, #10 Hot Dance)
- "Wrong Number" (1990)
- "You've Really Gotten To Me" (1990)
- "Wherever The Rhythm Takes Me" (1996)
- "You Wanna Be a Star" (1999)
- "All Night Passion (Remake)" (2004)